# Eastcheap

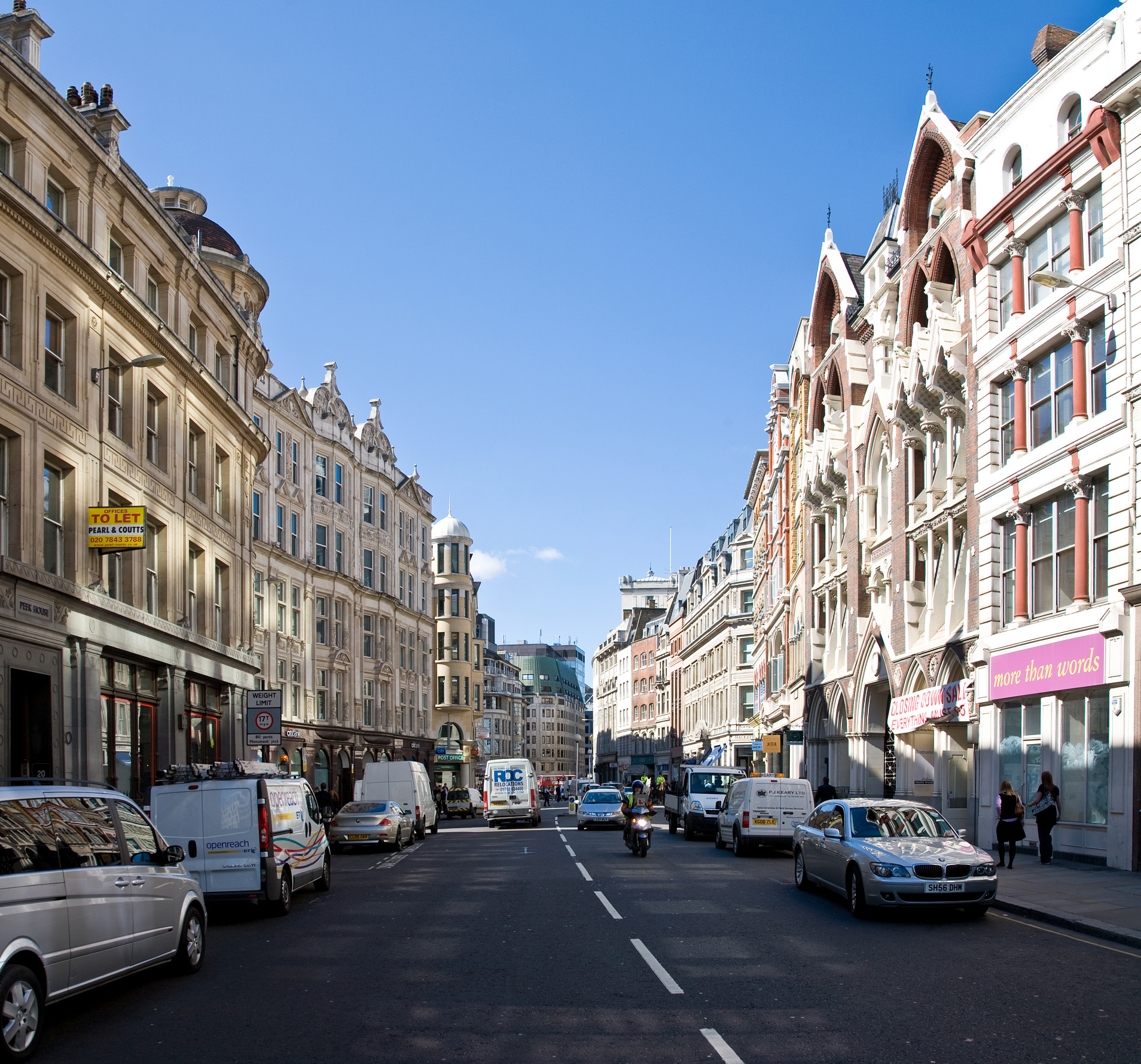
Eastcheap, Blick nach Westen

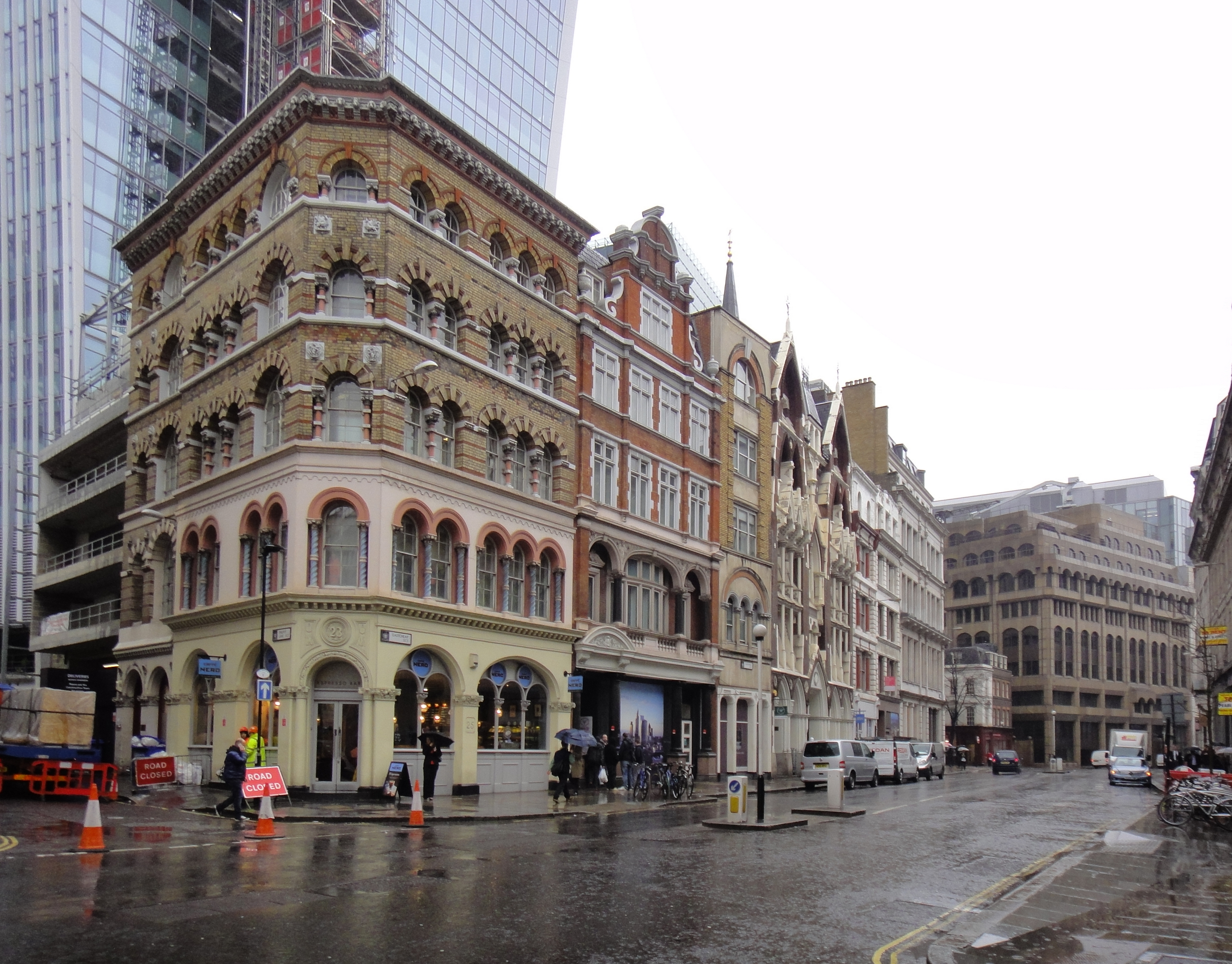
Viktorianische Lagerhäuser an der Nordseite: 23 Eastcheap bis Great Tower Street. Im Hintergrund 20 Fenchurch Street.

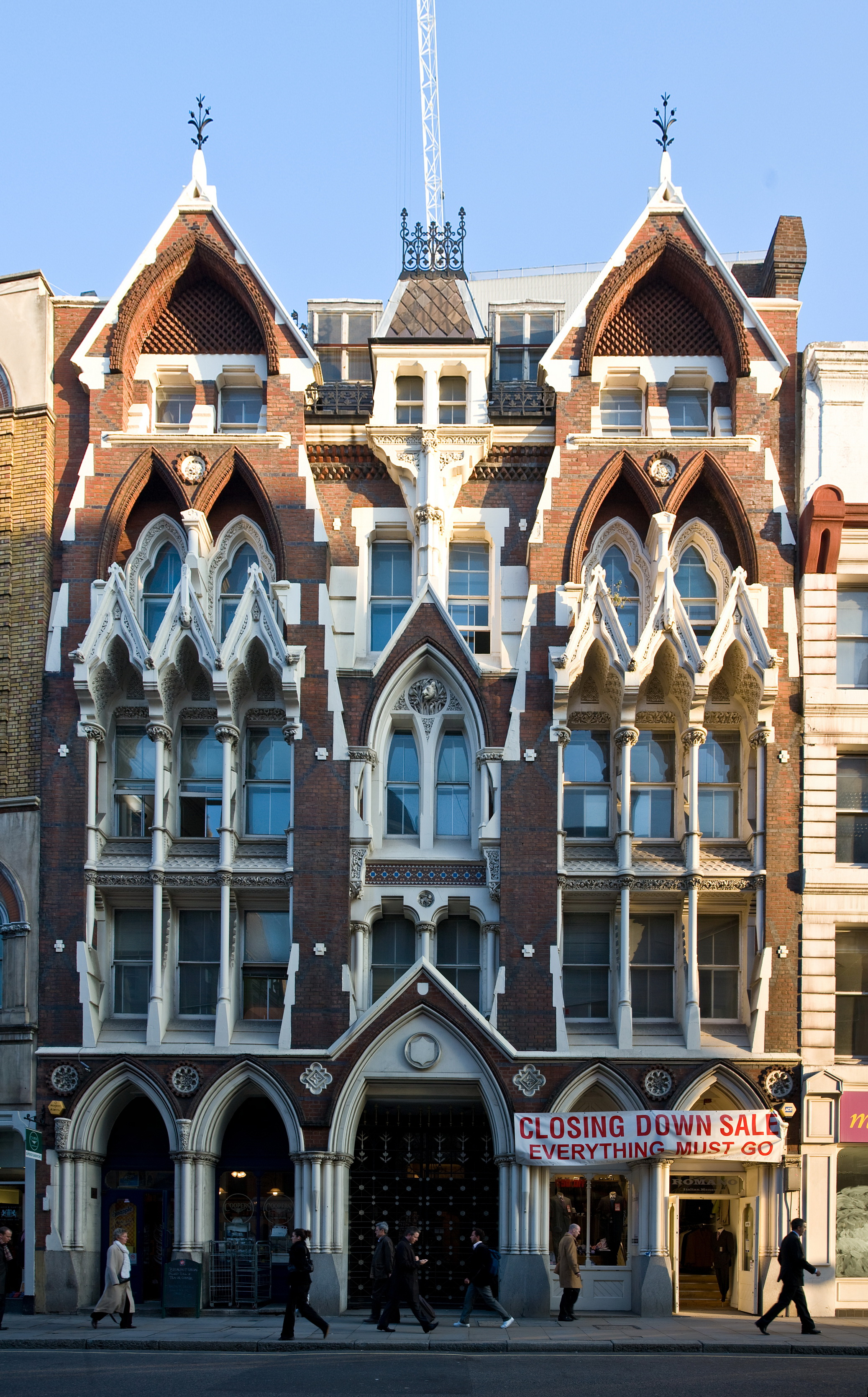
33-35 Eastcheap. Einer der auffallendsten neogotischen Bauten in London.

Eastcheap ist eine Straße in der City of London. Eastcheap ist Teil einer Ost-West-Verbindung durch die Londoner City und wird im Osten fortgesetzt von der Great Tower Street, im Westen von der Cannon Street. In Eastcheap finden sich vergleichsweise viele historische Gebäude, so dass Eastcheap und anliegende Straßen die Eastcheap Conservation Area bilden.

## Geschichte
Die ersten Aufzeichnungen der Straße existieren aus dem Jahr 1100. Benannt ist Eastcheap nach dem Markt (ehemals cheap oder chepe im englischen). In mittelalterlichen Zeiten lagen Schlachterläden an beiden Straßenseiten. An der Eastcheap fand der wichtigste Londoner Markt für Fleisch und Fisch statt. In der Straße Westcheap, heute Cheapside, fand der Markt für die westliche City statt. Die mittelalterliche Straße reichte weiter nach Westen, so dass die Kirche St Clement's Eastcheap heute nicht mehr an der Straße liegt. Andererseits wurde der Eastcheap im 19. Jahrhundert die Little Tower Street im Osten zugeschlagen.
Literarisch bekannt wurde die Straße durch William Shakespeares Stück Heinrich IV., in der das Pub Boar's Head an der Eastcheap die Stammkneipe des Antihelden Falstaff ist. Wahrscheinlich wurde das Stück auch zu Shakespeares Zeiten im Pub selbst aufgeführt.
Ihre heutige Gestalt erhielt Eastcheap nach dem Bau der Metropolitan Line. Die Südseite der Straße wurde in den Jahren 1882 bis 1884 tiefgreifend umgestaltet, um die U-Bahn-Linie bauen zu können.

## Bauten
An der Nordseite der Straße befinden sich ohne Unterbrechung zahlreiche viktorianische Gebäude aus den 1860ern, darunter einige große Lagerhäuser. Die Südseite wurde in den 1880ern neu gebaut und aus dieser Zeit finden sich noch zahlreiche Bauten an der Straße.
- 11 Eastcheap – Neogotisches Gebäude von 1881
- 19-21 Eastcheap – ehemaliges Gebäude der Drapers' Company in der City von 1881.
- 23 Eastcheap – ehemaliges Gebäude des Gewürzhändlers Hunt & Crombie aus dem Jahr 1861 in lombardischer Neogotik. Am Gebäude findet sich eine der kleinsten Statuen Londons: zwei Mäuse, die Käse essen.
- 25 Eastcheap – ehemaliges Pub, gebaut von 1892 bis 1893 durch Young & Son
- 31 Eastcheap – auch ein Gebäude von Young & Son, neogotisch.
- 33-35 Eastcheap, ehemaliges Londoner Lager der Essigproduzenten von Hill & Evans. Gebaut 1868 durch Robert Lewis Roumieu, und dessen wichtigstes Werk. Laut den Buildings of England eine der "wahnsinnigsten Zurschaustellungen von Neogotik in London". Laut dem Architekturkritiker Ian Nairn "der Schrei, mit dem man am Ende eines Alptraums erwacht." Steht an der Stelle des ehemaligen Boar's Head.

## Eastcheap Conservation Area
Die Eastcheap Conservation Area existiert seit 1976 und wurde mehrfach (1981, 1991 und 2007) erweitert. Sie umfasst seit 2007 den mittleren und östlichen Teil der Eastcheap, die gesamte Lovat Lane sowie Teile der Philpot Lane, der Rood Lane, Botulph Lane, der Straße St Mary-at-Hill, der Gracechurch Lane und der Kirche St Dunstan-in-the-East.